# دو بیگانه
دو بیگانه (انگلیسی: Two Strangers) فیلمی به کارگردانی دولال گوها محصول سال ۱۹۷۶ است. از بازیگران این فیلم می‌توان به آمیتاب باچان، ریکا و پریم چوپرا اشاره کرد.